# Nicolas Koretzky
Nicolas Koretzky (Tours, 30 agosto 1972) è un attore, sceneggiatore e regista francese.

## Biografia
Nel 1994, Koretzky ha interpretato il ruolo di Momo nel film Le Péril jeune di Cédric Klapisch. Si è prodotto in un one man show intitolato One Man Violent al Teatro del Ginnasio.

## Filmografia
- Fleur bleue - serie TV (1990)
- La Vie des morts, regia di Arnaud Desplechin (1991)
- Les Ritals, regia di Marcel Bluwal (1991)
- Billy, regia di Marcel Bluwal (1991)
- Le Péril jeune, regia di Cédric Klapisch (1994)
- Le Plus bel âge, regia di Didier Haudepin (1995)
- Ognuno cerca il suo gatto (Chacun cherche son chat), regia di Cédric Klapisch (1996)
- Jeunesse, regia di Noël Alpi (1997)
- ...Comme elle respire, regia di Pierre Salvadori (1998)
- Une vie de prince, regia di Daniel Cohen (1998)
- À l'ombre des grands baobabs, regia di Rémy Tamalet (1999)
- I fiumi di porpora (Les rivières pourpres), regia di Mathieu Kassovitz (2000)
- Caméra Café (2002)
- In fuga col cretino (Le boulet), regia di Alain Berbérian e Frédéric Forestier (2002)
- La Chepor, regia di David Tessier (2003)
- Central Nuit - serie TV (2004)
- La Crim' - serie TV (2005)
- Il legal, regia di Bernard Weber (2006)
- Flics - serie TV (2008)
- Sans états d'âme, regia di Vincenzo Marano (2008)
- Alibi e sospetti (Le grand alibi), regia di Pascal Bonitzer (2008)
- Brigade Navarro - serie TV (2009)
- Les châtaigniers du désert, regia di Caroline Huppert (2010)
- Les Invincibles - serie TV (2011)
- Interpol - serie TV (2012)
- Résistance, regia di Miguel Courtois (2014)
- Armstrong a marché sur la lune chéri, regia di Jean-Jacques Vanier (2015)
- Mrs Mills - Un tesoro di vicina (Mme Mills, une voisine si parfaite), regia di Sophie Marceau (2018)
- Il prezzo dell'arte (Les Traducteurs), regia di Régis Roinsard (2019)
- Il club dei divorziati (Divorce Club), regia di Michaël Youn (2020)